# 曲面の不正則数
数学では、複素曲面の不正則数(irregularity)とは、ホッジ数 h0,1 = dim H1(OX) のことをいい、通常 q で表す(Wolf P. Barth, Klaus Hulek & Chris A.M. Peters et al. 2004)。代数曲面の不正則数は、このホッジ数として定義され、ピカール多様体の次元としても定義でき(Bombieri & Mumford 1977, p.26)、標数が 0 のときは同じ値をとるが、正の標数のときはより小さくなることがある。
「不正則数」という名称は、最初に詳細に研究された曲面である P3 に埋め込まれたなめらかな複素曲面に対して、不正則数がゼロになるという事実からくる。不正則数は、より複雑な曲面の幾何種数と算術種数の差 pg − pa を測る新しい「補正」項として現れる。曲面は不正則数がゼロであるか否かに従い、正則、不正則と呼ばれることがある。
一般次元の複素解析多様体 X に対し、ホッジ数 h0,1 = dim H1(OX) のことを、不正則数 q と言う。

## 複素曲面
非特異射影複素（もしくはケーラー）曲面に対して、次の数値はすべて等しい。
- 不正則数
- アルバネーゼ多様体の次元
- ピカール多様体の次元
- ホッジ数 h0,1 = dim(H1(Ω0))
- ホッジ数 h1,0 = dim(H0(Ω1))
- 幾何種数と算術種数の差、pg − pa

正の標数もしくは、非ケーラー複素曲面に対しては、この数値は必ずしも等しくはならない。
Poincaré (1910) では、複素射影曲面に対して、ピカール多様体の次元がホッジ数 h0,1 に等しく、すべてのコンパクトなケーラー曲面に対しても同じことが成り立つことが証明された。なめらかなコンパクトケーラー曲面の不正則数は、双有理型変換の不変量である。
一般のコンパクト複素曲面に対し、2つのホッジ数 h1,0 と h0,1 は必ずしも等しくはないが、h0,1 は h1,0 かまたは、h1,0+1 となり、コンパクトなケーラー曲面に対しては等しくなる。

## 正の標数
正標数の体の上では、（ピカール多様体、もしくはアルバネーゼ多様体の次元として定義された）q と、ホッジ数 h0,1 と h1,0 との関係はより複雑となり、これらのどの 2つをとっても異なることがある。
曲面 F から F のアルバネーゼ多様体 A への標準的写像が存在し、（次元 q の）アルバネーゼ多様体の余接空間からH1,0(F) への準同型を引き起こす。Igusa (1955) はこの準同型が単射であることを示し、従って q ≤ h1,0 であることを示したが、暫く後で、標数 2 の場合は h1,0 = h0,1 = 2 でありピカール多様体の次元は 1 であり、従って q は両方のホッジ数に満たないことを発見した(Igusa 1955b)。正の標数でない場合は、ホッジ数が常に有界である。
Serre (1956) では、h0,1 が正のときは、h1,0 がゼロとなりうることが示され、一方 Mumford (1961) では標数 2 のエンリケス曲面は h1,0 のときは h0,1 がゼロとなりうることが示された。
Grothendieck (1961, p.23-24) は、すべての標数で q の h0,1 への関係が完全に記述された。（任意の点での）ピカールスキームの接空間の次元は、h0,1 に等しい。標数 0 の場合は、ピエール・カルティエ(Pierre Cartier)の結果は、有限型のすべての群スキーム(group scheme)は非特異であるので、それらの接空間の次元は群スキームの次元に一致することである。他方、正の標数の場合は、すべての点で群スキームは可約ではない(non-reduced)ので次元は接空間の次元よりも小さくなる。このことは、井草の例で起きたことと整合している。Mumford (1966, lecture 27) はピカール多様体の接空間は H0,1 の部分空間であり、H0,1 から H0,2 へのすべてのボックシュテイン作用素(Bockstein operation)によりゼロ化される(annihilate)ことを示した。従って、不正則数 q は h0,1 に等しいことと、これら全てのボックシュタイン作用素がゼロとなることとは同値である。